# Фонтанеле
Фонтанѐле (на италиански: Fontanelle; на венециански: Fontanełe) е градче и община в Северна Италия, провинция Тревизо, регион Венето. Разположено е на 18 m надморска височина. Населението на общината е 5823 души (към 2014 г.).